# Штёкль, Антон
Антон Штёкль (нем. Anton Stöckl; 16 января 1850, Любляна — 27 декабря 1902, Загреб) — австрийский органист, композитор и музыкальный педагог, работавший на территории современных Словении и Хорватии.
Сын учителя. Учился музыке в своём родном городе у Антона Недведа и Антона Фёрстера. В 1868 году начал работу учителем в Крашне, затем решил посвятить себя исключительно музыке. С 1870 году органист в Фёлькермаркте, в 1875—1878 годах работал хормейстером в Любляне, в 1878—1882 годах возглавлял музыкальную школу в Птуе и был одним из дирижёров городского оркестра. С 1882 года жил и работал преимущественно в Загребе, сперва как скрипач в оркестре городского театра и учитель фортепиано в городской музыкальной школе. В дальнейшем преподавал также контрапункт, гармонию, музыкальную теорию и хоровое пение, среди его учеников, в частности, Благое Берса. С 1890 года работал органистом в загребской церкви Святой Екатерины, присоединялся к струнному квартету Джуро Айзенхута как скрипач или как пианист, с 1889 года дирижировал оркестром, приняв руководство коллективом у Ивана Зайца.
Как композитор оставил ряд хоровых сочинений, струнный и фортепианный квинтеты, оперетту «Чаровница» (словен. Čarovnica; 1876, либретто Я. Алешовца), театральную музыку, в том числе к комедиям Карло Гольдони «Слуга двух господ», Иоганна Нестроя «Уленшпигель, или Подвох на подвох», Гюстава Лемуана и Адольфа д’Эннери «Материнское благословение» и др. Занимался также обработками хорватских народных песен для голоса и хора с оркестром.